# غلالة ظاهرة
الغَلَالَةُ الظَّاهِرَةُ أو القِرَابُ الظَّاهِرَ (بالإنجليزية: tunica externa)‏ هي الطبقة الخارجية من الأوعية الدموية، والتي تحيط بالغلالة الوسطانية. وتتكون من الكولاجين وتدعمها في الشرايين صفيحة مرنة خارجية. يعمل الكولاجين على تثبيت الأوعية الدموية بالأعضاء المجاورة، مما يمنحها الاستقرار.
الطبقات الثلاث للأوعية الدموية هي: الغلالة الباطنة، الغلالة الوسطانية والغلالة الظاهرة.

## البنية
تتألف الغلالة الخارجية من الكولاجين والألياف المرنة [الإنجليزية] في نسيج ضام رخو. تفرز الغلالة الأرومة الليفية.

## الوظيفة
توفر الغلالة الخارجية الهيكل الأساسي الداعم للأوعية الدموية. وتمنع الأوعية الدموية من التوسع أكثر من اللازم بسبب ضغط الدم الداخلي، وخاصة الشرايين. كما أنها مهمةٌ بالتحكم في التدفق الوعائي في الرئتين.

## الأهمية السريرية
يُعد عوز فيتامين سي (الأسقربوط) الاضطراب المرضي الشائع الذي يرتبط بالغلالة الظاهرة. يُعد فيتامين سي أساسيًا لاصطناع الكولاجين، وبدونه لا يستطيع الكولاجين الحفاظ على جدران الأوردة من التمزق، مما يؤدي إلى عددًا من الإشكالات.